# Jaulges
Jaulges är en kommun i departementet Yonne i regionen Bourgogne-Franche-Comté i norra Frankrike. Kommunen ligger i kantonen Saint-Florentin som tillhör arrondissementet Auxerre. År 2022 hade Jaulges 431 invånare.

## Befolkningsutveckling
Antalet invånare i kommunen Jaulges
| Referens: INSEE |